# Тополански, Лусия
Лусия Топола́нски Сааведра (исп. Lucía Topolansky Saavedra, род. 25 сентября 1944, Монтевидео, Уругвай) — уругвайский политик, член Сената Уругвая. Вице-президент Уругвая с 13 сентября 2017 по 1 марта 2020 года.

## Биография
Родилась в семье инженера польско-еврейского происхождения Меира Тополанского и Марии Элиа Сааведры Родригес, из рода амазонских баронов.
В детстве она училась в колледже Сакре-Кер-де-лас Херманас Доминикас в Монтевидео с сестрой-близнецом. Затем она поступила в Институт Альфредо Васкеса Асеведо и там она стала членом гильдии студентов.
В течение многих лет в рамках левой коалиции Широкий фронт она была членом Движения народного участия, связанного с бывшим партизанским движением Тупамарос.

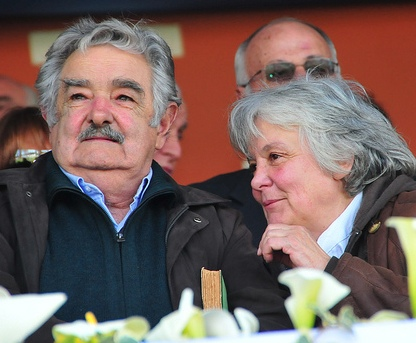
Лусия Тополански с мужем, Хосе Мухикой

Она была депутатом от Монтевидео с 2000 по 2005 год. Впоследствии она была избрана сенатором. На уругвайских всеобщих выборах 2009 года она получила наибольшее количество голосов, и стала лидером списка.
26 ноября 2010 года, в связи с отсутствием президента Мухики и вице-президента Данило Астори, Лусия Тополански стала исполняющей обязанности президента, и таким образом, первой женщиной-президентом Уругвая, несмотря на временный характер должности. Она была и. о. до 28 ноября 2010 года, когда избранный вице-президент Астори вернулся в Уругвай. Такое положение дел произошло из-за пункта в Конституции Уругвая, в котором говорится, что обязанности президента временно переходят лидеру крупнейшей фракции в верхней палате парламента, если и президент, и вице-президент отсутствуют.
Она состояла в браке с Хосе Мухикой (1935—2025), бывшим президентом Уругвая, бывшим сенатором, министром сельского хозяйства и лидером Движения народного участия.